# Vilémov (okres Olomouc)
Vilémov je obec v okrese Olomouc. Leží v podhůří Zábřežské vrchoviny přibližně 14 km jihozápadně od Litovle. Obec se svažuje od západu k východu, střední nadmořská výška obce je 401 m n. m. Žije zde 428 obyvatel.
Kromě hlavní části náleží k obci také osada Prátná.

## Historie
Jméno obce – Wylemow – je poprvé zaznamenáno v zemských deskách olomouckých z roku 1368, kdy ji Janek ze Stražiště prodal Albrechtu ze Stařechovic. Od konce 14. století se vyskytuje název Vilímov, až v roce 1925 získala obec současný název. Litovelský historik Viktor Pinkava dokládá, že při kopání hrobů na vilémovském hřbitově bylo nalezeno mnoho starých mincí, nádob a jiných předmětů. To dosvědčuje pravdivost pověsti o vilémovském hradu, který patřil jistému panu Vilémovi. V písemných pramenech je ale vilémovská tvrz na místě dnešního hřbitova zmiňována až v 17. století. Pravděpodobně ji šlechta později opustila a lidé ji rozebrali.
V historických pramenech se o Vilémovu píše jako o samostatném statku, který se v průběhu staletí stal několikrát součástí větších panství. Roku 1672 potvrdil Leopold Volčinský svobodný pán z Volčína unikátní listinou, která se zachovala do současnosti, povolení obci používat pečeť.
Ve Vilémově bývala obora s černou zvěří, bažantnice a pivovar. V roce 1758 dal hrabě František Reginald postavit kostel sv. Kateřiny tam, kde stával dřív starý kostelík. Roku 1785 byla ve Vilémově postavena triviální škola. V letech 1927–1932 byl ve vsi postaven pravoslavný kostel. Od druhé světové války v obci trvale klesá počet obyvatel. V roce 1930 žilo ve Vilémově 706 obyvatel, v roce 2006 jen 462. Roku 1991 bylo v obci založeno Cyrilometodějské duchovní centrum sv. Gorazda při pravoslavném monastýru Zesnutí Přesvaté Bohorodice.

## Obyvatelstvo

### Struktura
Vývoj počtu obyvatel za celou obec i za jeho jednotlivé části uvádí tabulka níže, ve které se zobrazuje i příslušnost jednotlivých částí k obci či následné odtržení.
| Místní části   | Místní části | 1869 | 1880 | 1890 | 1900 | 1910 | 1921 | 1930 | 1950 | 1961 | 1970 | 1980 | 1991 | 2001 | 2011 |
| -------------- | ------------ | ---- | ---- | ---- | ---- | ---- | ---- | ---- | ---- | ---- | ---- | ---- | ---- | ---- | ---- |
| Počet obyvatel | část Vilémov | 750  | 751  | 735  | 750  | 750  | 756  | 706  | 546  | 542  | 499  | 492  | 494  | 483  | 432  |
| Počet domů     | část Vilémov | 115  | 126  | 136  | 134  | 136  | 137  | 140  | 150  | 147  | 141  | 135  | 139  | 143  | 146  |

## Pamětihodnosti a zajímavosti
- Kostel sv. Kateřiny
- Výklenková kaple sv. Floriána
- Smírčí kříž v předzahrádce domu
- Gorazdovo centrum

## Rodáci
- Vincent Zapletal (1867–1938), katolický biblista, profesor a rektor (1911 a 1912) univerzity ve švýcarském Freiburgu
- František Kollmann (1871–1939), farmaceut, vynálezce mazání Salviol
- Antonín Lakomý (1880–1928), autor divadelních her a poezie v hanáckém nářečí
- Josef Matoušek (1885–?), překladatel

## Galerie

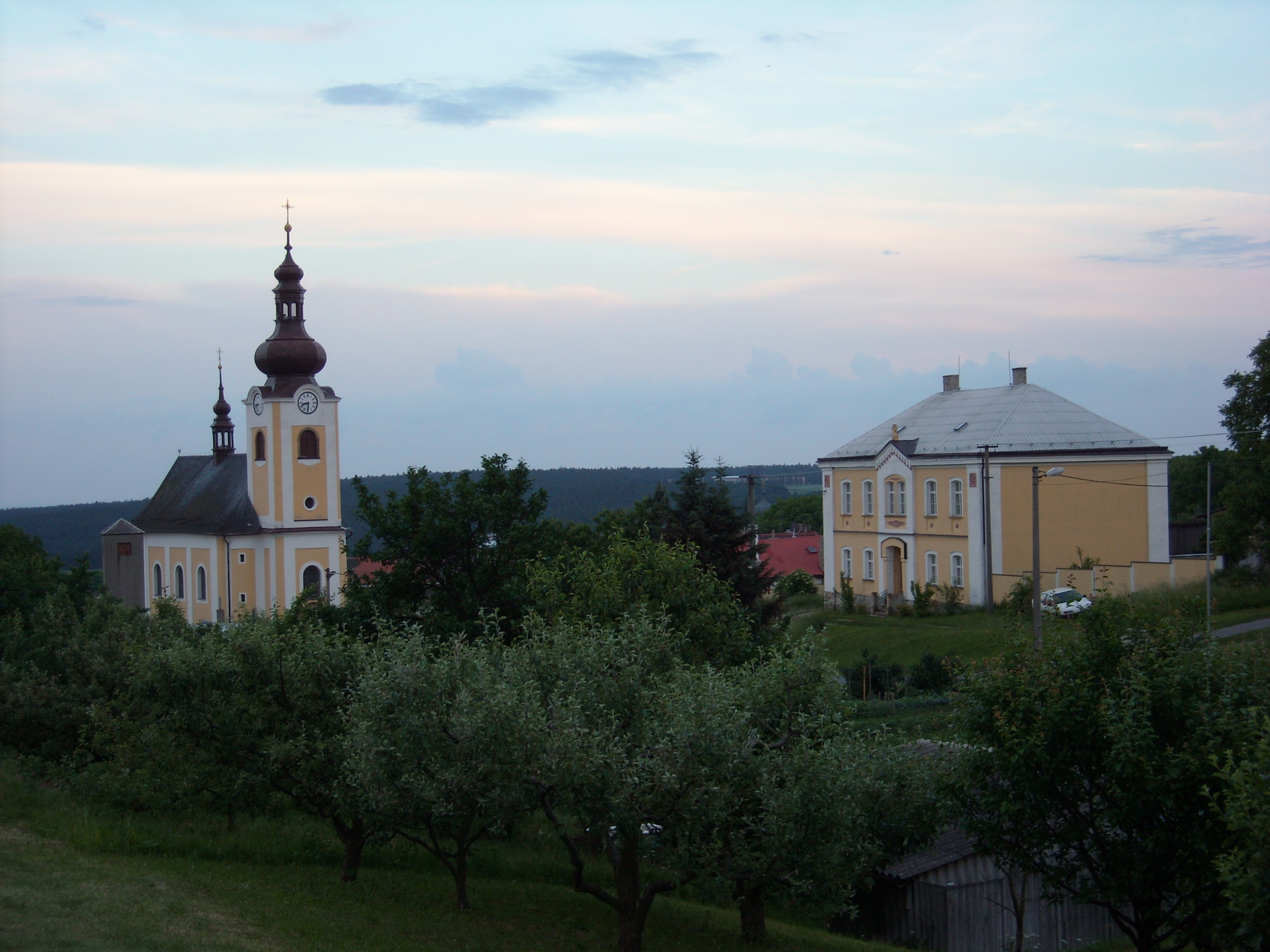
Kostel sv. Kateřiny s farou
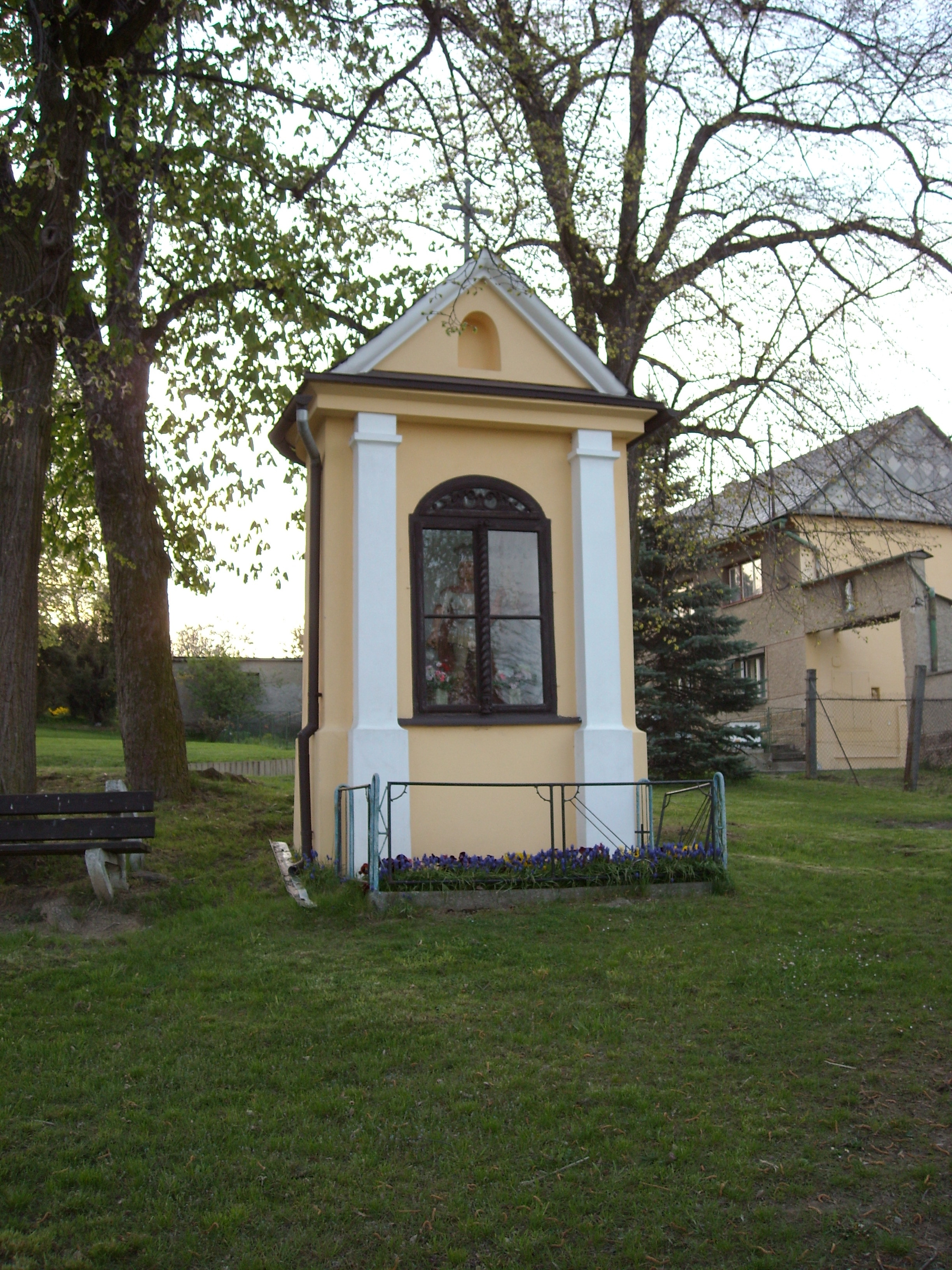
Výklenková kaple sv. Floriána
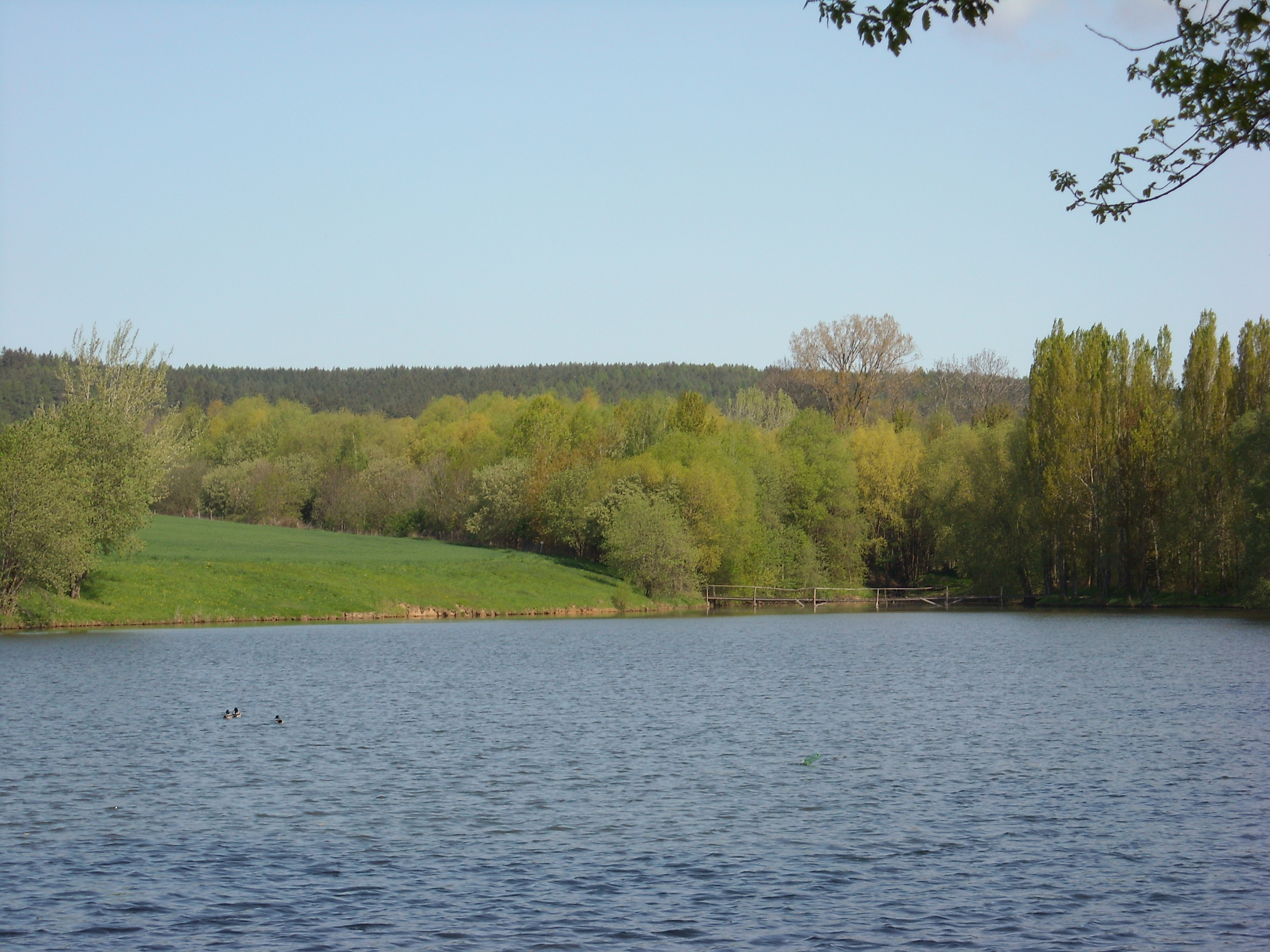
Přehrada v dolní části obce